# Георги Маринов (революционер)
Вижте пояснителната страница за други личности с името Георги Маринов.
Георги Маринов Янев е български революционер, деец на Вътрешната македонска революционна организация в Дедеагачко.

## Биография
Маринов е роден в дедеагачкото село Дервент. Син е на прочутия Марин чорбаджи, член на мютесарифския съвет в Дедеагач, борец за българска просвета и църква, починал през март 1903 година. Получава основно образование. В 1893 година се преселва в Дедеагач и се занимава с търговия с паламуд и дъбови плодове за бояджийство и кожарство и често пътува до Пловдив, Карлово, София и Варна. В 1896 година влиза във връзка с Петко войвода във Варна, а Павел Генадиев го привлича към революционното дело и Маринов става пионер на революционното движение в родното си Дедеагачко. С помощта на българи железничари в Баронхиршовата железница устройва канал за внос на нелегална литература. Действа в родния си край заедно с емисаря на ВМОРО Стамо Урумов от Окуф. В 1899 година основава и оглавява първия Дедеагачки околийски революционен комитет. В 1901 година се разболява от туберкулоза, прибира се в родното си село и умира в 1903 година.
Христо Караманджуков пише за Маринов:
| „ | Строен, красив, с блага усмивка, той имаше чародейната сила да спечелва всекиго, който се доближи до него. Благодарение на своя гъвкав ум, благите си отношения и на търговския си похват Г. Маринов много бързо напредна в своето търговско поприще. Забележителното в него е и това, че както гледаше с ревност, преданост и сериозност на своите търговски предприятия, така той силно и с пламенна любов се предаде на политическа дейност, колкото иначе да бе тя опасна, а и неудобна за един голям търговец като него. Млад и вдъхновен от идеалистични пориви, Маринов не можеше да се удържи встрани от пробуждащото се революционно движение... Неговата преждевременна смърт трябва да се счита за тежък удар, не само за неговата съпруга, но и за младото освободително движение, което точно по това време се изпречваше пред големите събития, причинени от Илинденското и Преображенското въстания. | “ |